# (36570) 2000 QC121
2000 QC121 (asteroide 36570) é um asteroide da cintura principal. Possui uma excentricidade de 0.05599040 e uma inclinação de 5.17091º.
Este asteroide foi descoberto no dia 25 de agosto de 2000 por LINEAR em Socorro.